# Бетрина (комуна)
Бетрина (рум. Bătrâna) — комуна у повіті Хунедоара в Румунії. До складу комуни входять такі села (дані про населення за 2002 рік):
- Бетрина (117 осіб) — адміністративний центр комуни
- П'ятра (10 осіб)
- Рекіцауа (15 осіб)
- Фаца-Рошіє (33 особи)

Комуна розташована на відстані 313 км на північний захід від Бухареста, 27 км на захід від Деви, 134 км на південний захід від Клуж-Напоки, 105 км на схід від Тімішоари.

## Населення
За даними перепису населення 2002 року у комуні проживали 175 осіб, усі — румуни. Усі жителі комуни рідною мовою назвали румунську.
Склад населення комуни за віросповіданням:
| Релігія       | Кількість осіб | Відсоток |
| ------------- | -------------- | -------- |
| православні   | 168            | 96,0%    |
| п'ятдесятники | 7              | 4,0%     |